# Balanzátegui (manzana)
Balanzátegui o Mamula es el nombre de una variedad cultivar de manzano (Malus domestica). Esta manzana está cultivada en diversos viveros entre ellos algunos dedicados a conservación de árboles frutales en peligro de desaparición. La manzana 'Balanzátegui' es originaria de Guipúzcoa en el municipio de Oñate, comarca del Alto Deva, donde tuvo su mejor época de cultivo comercial antes de la  década de 1960, y actualmente en menor medida aún se encuentra, siendo cultivada para la elaboración de sidra.

## Sinónimos
- "Manzana Balanzátegui",[6][7][8]
- "Balanzategi Sagarra",[9]
- "Munsuzabal Sagarra",
- "Mamula Sagarra".

## Historia
'Balanzátegui' es una variedad de manzana cultivada en Guipúzcoa está considerada incluida en las variedades locales autóctonas muy antiguas, cuyo cultivo se centraba en comarcas muy definidas. Se caracterizaban por su buena adaptación a sus ecosistemas y podrían tener interés genético en virtud de su adaptación. Estas se podían clasificar en dos subgrupos: de mesa y de sidra (aunque algunas tenían aptitud mixta).
'Balanzátegui' es una variedad mixta, clasificada como de cocina, también se utiliza en la elaboración de sidra; difundido su cultivo en el pasado por los viveros comerciales y cuyo cultivo en la actualidad se ha incrementado en su uso para elaboración de sidra.
Esta  variedad también conocida como 'Mamula' o 'Munsuzabal' es una de las variedades de manzanas silvestres utilizadas en la elaboración de licor de manzana conocido como "Patxaka", a base de manzana silvestre y de anís estrellado (el badián).

## Características
El manzano de la variedad 'Balanzátegui' tiene un vigor fuerte; florece a finales de abril; tubo del cáliz en embudo ancho y corto, y con los estambres insertos muy bajos.
La variedad de manzana 'Balanzátegui' tiene un fruto de tamaño medio; forma esférica aplastada por los dos polos, con contorno redondeado irregular; piel lisa; con color de fondo blanco verdoso, amarillento, uniforme, importancia del sobre color ausente, siendo el color del sobre color ausente, siendo el reparto del sobre color ausente, acusa punteado numeroso y ruginoso con aureola casi imperceptible por ser de un tono ligeramente más pálido que el fondo, y una sensibilidad al "russeting" (pardeamiento áspero superficial que presentan algunas variedades) medio; pedúnculo corto, muy poco ensanchado en la parte superior y algún fruto presenta un embrión de yema, anchura de la cavidad peduncular amplia, profundidad de la cavidad pedúncular es profunda, desde el fondo una costra ruginosa que cubre toda la cavidad y sobrepasándola, borde irregular debido a un tenue ondulado, y con una  importancia del "russeting" en cavidad peduncular media; anchura de la cavidad calicina muy estrecha, profundidad de la cav. calicina profunda, con pubescencia y ruginosidad en mancha o estrías que sombrean la cavidad, borde liso o levemente ondulado por una especie de repliegues suaves, y de la importancia del "russeting" en cavidad calicina medio; ojo cerrado; sépalos convergentes con las puntas retorcidas y vueltas hacia fuera, tomentosos y carnosos en la base, de
color verdoso.
Carne de color blanca con fibras verdosas; textura jugosa, muy poco crujiente, esponjosa; sabor característico de la variedad, algo dulce y refrescante,
ligeramente astringente; corazón pequeño y desplazado hacia el ojo; eje abierto; celdillas pequeñas, redondeadas, cartilaginosas, blanco
amarillentas, con estrías lanosas; semillas medianas, anchas y cortas, marrón oscuro, muy pocas.
La manzana 'Balanzátegui' tiene una época de maduración y recolección media en el otoño, se recolecta en septiembre. Tiene uso mixto pues se usa como manzana de mesa, y también como manzana para elaboración de sidra.